# یوزف اسمیستیک
یوزف اسمیستیک (انگلیسی: Josef Smistik; ۲۸ نوامبر ۱۹۰۵ – ۲۸ نوامبر ۱۹۸۵) بازیکن فوتبال اهل اتریش بود.
از باشگاه‌هایی که در آن بازی کرده‌است می‌توان به باشگاه فوتبال راپید وین اشاره کرد.
وی همچنین در تیم ملی فوتبال اتریش بازی کرده‌است.